# Sylvia Sidney
Sophia Kosow (Bronx, Nueva York; 8 de agosto de 1910-Nueva York; 1 de julio de 1999), más conocida como Sylvia Sidney, fue una actriz estadounidense nominada a los Premios Óscar y ganadora de un Globo de Oro.

## Biografía
Sidney, cuyo verdadero nombre era Sophia Kosow, nació en el Bronx, Nueva York. Su madre era Rebecca (de soltera Saperstein), una judía rumana, y su padre era Victor Kosow, un inmigrante judío ruso que trabajaba como vendedor de ropa. Sus padres se divorciaron en 1915 y fue adoptada por su padrastro Sigmund Sidney, dentista. Sidney se hizo actriz a los 15 años como una manera de superar su gran timidez, usando el apellido de su padrastro como nombre profesional. Como estudiante de la Theater Guild's School for Acting, Sidney apareció en varias de sus producciones a lo largo de los años veinte, y consiguió críticas teatrales elogiosas. En 1926 fue descubierta por un cazatalentos de Hollywood, hizo su primera aparición en el cine como extra en The Sorrows of Satan, de D.W. Griffith.

## Trayectoria
Durante la Depresión, Sidney intervino en numerosas películas, a menudo en el papel de la amiga o la hermana de un gánster. Trabajó junto a estrellas de la categoría de Gary Cooper, Spencer Tracy, Henry Fonda, Joel McCrea, Fredric March, George Raft —un compañero frecuente en sus películas—, y Cary Grant. Entre sus películas de este período pueden mencionarse An American Tragedy, City Streets y Street Scene, todas de 1931; Sabotage (Sabotaje), de Alfred Hitchcock, y Furia, de Fritz Lang, ambas de 1936; You and Me, Sólo se vive una vez y Dead End (Callejón sin salida), ambas de 1937.

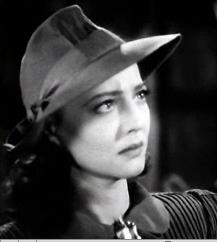
Sylvia Sidney.

Su carrera disminuyó algo durante los años cuarenta. En 1952, interpretó a Fantine en Les Misérables (Los miserables), registro que fue muy alabado y que le dio la oportunidad de desarrollarse como una actriz de carácter. Recibió una nominación al Óscar a la mejor actriz de reparto por su papel en Summer Wishes, Winter Dreams (Deseos de verano, sueños de invierno) de 1973, premio que se llevó la actriz de 10 años Tatum O'Neal.
Ya mayor siguió interpretando papeles secundarios, y era identificable por su voz ronca, resultado de su tabaquismo. Fue la formidable Miss Coral en la versión filmada de I Never Promised You a Rose Garden (Nunca te prometí un jardín de rosas). Interpretó a la abuela de Aidan Quinn en la producción televisiva An Early Frost, por la cual ganó un Globo de Oro. También tuvo papeles importantes en Beetlejuice, dirigida por Tim Burton —fan de Sidney—, y en Used People (Romance otoñal), junto a Jessica Tandy, Marcello Mastroianni, Marcia Gay Harden, Kathy Bates y Shirley MacLaine. También trabajó en Damien Omen 2 (La profecía II). 
Su última interpretación fue en 1996, en otra película de Burton, Mars Attacks!, en la que interpretaba a Florence Norris, una anciana senil que mediante la música —de Slim Whitman— que ella escuchaba, su nieto Richie (Lukas Haas) descubre que puede detener una invasión alienígena llegada desde Marte.
En televisión, interpretó a la imperiosa madre de Gordon Jump en el episodio piloto de WKRP in Cincinnati, a la agitada abuela de Melanie Mayron en la serie Treintaytantos y, finalmente, a la malhumorada agente de viajes de la reposición de 1998 de la serie Fantasy Island, con Malcolm McDowell, Fyvush Finkel y Madchen Amick.

## Vida personal
Sidney estuvo casada tres veces: con Bennett Cerf de 1935 a 1936, con el actor Luther Adler desde 1938 hasta 1947 —y con el que tuvo su único hijo, Jacob, que falleció antes que ella— y finalmente estuvo casada con el productor de radio Carlton Alsop desde 1947 hasta 1951. Falleció en Nueva York a los 88 años, tras una carrera de más de 70 años. 
Sidney tiene una estrella en el Paseo de la Fama de Hollywood, en el 6245 de Hollywood Boulevard, por su contribución al cine.

## Filmografía
| Año  | Título                                 | Personaje                     | Observaciones |
| ---- | -------------------------------------- | ----------------------------- | --- |
| 1929 | Thru Different Eyes                    | Valerie Briand                | |
| 1930 | Five Minutes from the Station          | Carrie Adams                  | Cortometraje |
| 1931 | Las calles de la ciudad (City Streets) | Nan Cooley                    | |
| 1931 | Confessions of a Co-Ed                 | Patricia Harper               | |
| 1931 | An American Tragedy                    | Roberta "Bert" Alden          | |
| 1931 | Street Scene                           | Rose Maurrant                 | |
| 1931 | Ladies of the Big House                | Kathleen Storm McNeill        | |
| 1932 | The Miracle Man                        | Helen Smith                   | |
| 1932 | Merrily We Go to Hell                  | Joan Prentice                 | |
| 1932 | Make Me a Star                         | Unknown                       | |
| 1932 | Madame Butterfly                       | Cho-Cho San                   | |
| 1933 | Pick-Up                                | Mary Richards                 | |
| 1933 | Jennie Gerhardt                        | Jennie Gerhardt               | |
| 1934 | Good Dame                              | Lillie Taylor                 | |
| 1934 | Thirty-Day Princess                    | Nancy Lane/Princesa Catterina | |
| 1934 | Behold My Wife                         | Tonita Storm Cloud            | |
| 1935 | Accent on Youth                        | Linda Brown                   | |
| 1935 | Mary Burns, Fugitive                   | Mary Burns                    | |
| 1936 | The Trail of the Lonesome Pine         | June Tolliver                 | |
| 1936 | Furia                                  | Katherine Grant               | |
| 1936 | Sabotage                               | Mrs. Verloc                   | |
| 1937 | Solo se vive una vez                   | Joan Graham                   | |
| 1937 | Calle sin salida                       | Drina Gordon                  | |
| 1938 | You and Me                             | Helen Dennis                  | |
| 1939 | ...One Third of a Nation...            | Mary Rogers                   | |
| 1941 | The Wagons Roll at Night               | Flo Lorraine                  | |
| 1945 | Sangre sobre el sol                    | Iris Hilliard                 | |
| 1946 | The Searching Wind                     | Cassie Bowwman                | |
| 1946 | Mr. Ace                                | Margaret Wyndham Chase        | |
| 1947 | Love from a Stranger                   | Cecily Harrington             | |
| 1952 | Les Misérables                         | Fantine                       | |
| 1955 | Violent Saturday                       | Elsie Braden                  | |
| 1956 | Behind the High Wall                   | Hilda Carmichael              | |
| 1971 | Do Not Fold, Spindle, or Mutilate      | Elizabeth Gibson              | Telefilm |
| 1973 | Summer Wishes, Winter Dreams           | Mrs. Pritchett                | Kansas City Film Critics Circle Award for Best Supporting Actress National Board of Review Award for Best Supporting Actress Nominated—Academy Award for Best Supporting Actress Nominated—BAFTA Award for Best Actress in a Supporting Role Nominated—Golden Globe Award for Best Supporting Actress – Motion Picture |
| 1975 | The Secret Night Caller                | Kitty                         | Telefilm |
| 1975 | Winner Take All                        | Anne Barclay                  | Telefilm |
| 1976 | God Told Me To, de Larry Cohen         | Elizabeth Mullin              | |
| 1976 | Death at Love House                    | Clara Josephs                 | Telefilm |
| 1977 | Raid on Entebbe                        | Dora Bloch                    | Telefilm |
| 1977 | I Never Promised You a Rose Garden     | Miss Coral                    | |
| 1977 | Snowbeast                              | Mrs. Carrie Rill              | Telefilm |
| 1978 | Damien: Omen II                        | Tía Marion                    | |
| 1978 | Siege                                  | Lillian Gordon                | Telefilm |
| 1980 | The Gossip Columnist                   | Alma Lewellyn                 | Telefilm |
| 1980 | F.D.R.: The Last Year                  | Prima Polly                   | Telefilm |
| 1980 | The Shadow Box                         | Felicity                      | Telefilm |
| 1981 | A Small Killing                        | Sadie Ross                    | Telefilm |
| 1982 | Hammett                                | Donaldina Cameron             | |
| 1983 | Copkiller                              | Margaret Smith                | |
| 1983 | The Brass Ring                         | Abuela                        | Telefilm |
| 1985 | Finnegan Begin Again                   | Margaret Finnegan             | Telefilm |
| 1985 | An Early Frost                         | Beatrice McKenna              | Película para televisión Premios Globos de Oro a la Mejor Actriz de Reparto en miniserie o película de televisión Nominada—Primetime Emmy a la Mejor Actriz de Reparto en miniserie o película para televisión |
| 1987 | Pals                                   | Ferb Stobbs                   | Telefilm |
| 1988 | Beetlejuice                            | Juno                          | Saturn Award for Best Supporting Actress |
| 1990 | The Witching of Ben Wagner             | Grammy                        | Telefilm |
| 1992 | Used People                            | Becky                         | |
| 1996 | Mars Attacks!                          | Abuela Florence Norris        | |

## Premios y distinciones
Premios Óscar
| Año  | Categoría               | Película                             | Resultado |
| ---- | ----------------------- | ------------------------------------ | --------- |
| 1974 | Mejor actriz de reparto | Deseos de verano, sueños de invierno | Nominada  |